# Washington Santana da Silva
Washington Santana da Silva, meglio noto come Washington (San Paolo, 20 gennaio 1989), è un calciatore brasiliano, centrocampista del São João de Ver.